# Грандола
Гра́ндола (порт. Grândola; МФА: [ˈgɾɐ̃.du.ɫɐ], Гра́ндула) — муніципалітет і містечко в Португалії, в окрузі Сетубал. Розташований у південно-західній частині країни, на березі Атлантичного океану, на теренах історичної португальської провінції Ештремадура. Належить до Сетубальської діоцезії Католицької церкви в Португалії. Права міського самоврядування має з 1544 року. Поділяється на 4 парафії. За адміністративним поділом, чинним до 1976 року, був складовою провінції Нижнє Алентежу. Площа муніципалітету — 825,94 км², населення муніципалітету — 14826 ос. (2011); густота населення — 17,95 осіб/км²
. Патрон — Діва Марія. Святковий день муніципалітету — 22 жовтня. Поштовий індекс — 7570.  Код місцевої адміністративної одиниці — 1505. Складова статистичного регіону Алентежу.

## Географія
Грандола розташована на заході Португалії, в центрі округу Сетубал.
Грандола межує на півночі з муніципалітетом Алкасер-ду-Сал, на сході — з муніципалітетом Феррейра-ду-Алентежу, на півдні — з муніципалітетом Сантіагу-ду-Касен, на північному заході — з муніципалітетом Сетубал. На заході омивається водами Атлантичного океану та гирлом річки Саду.

## Історія
Грандола була заснована у 1544 році. У Грандолі знаходиться відомий монумент, присв'ячений революційним подіям 1974 року, — «Грандола, віла морена» (уривок із пісні Жозе Афонсу, яка в історичну ніч 25 квітня пролунала по радіо і стала сигналом для початку революційних подій в Португалії, в результаті яких було повалено диктатуру започатковану Салазаром).
Грандола була першим португальським муніципалітетом, рада якого визнала Голодомор в Україні 1932—1933 років актом геноциду українського народу.

## Населення
| Кількість мешканців | Кількість мешканців | Кількість мешканців | Кількість мешканців | Кількість мешканців | Кількість мешканців | Кількість мешканців | Кількість мешканців | Кількість мешканців | Кількість мешканців | Кількість мешканців | Кількість мешканців | Кількість мешканців | Кількість мешканців | Кількість мешканців |
| ------------------- | ------------------- | ------------------- | ------------------- | ------------------- | ------------------- | ------------------- | ------------------- | ------------------- | ------------------- | ------------------- | ------------------- | ------------------- | ------------------- | ------------------- |
| 1864                | 1878                | 1890                | 1900                | 1911                | 1920                | 1930                | 1940                | 1950                | 1960                | 1970                | 1981                | 1991                | 2001                | 2011                |
| 9 193               | 9 271               | 9 434               | 9 606               | 12 524              | 12 735              | 17 596              | 21 425              | 22 247              | 22 167              | 17 265              | 16 370              | 14 512              | 14 287              | 13 046              |

## Парафії
1. Азіньєйра-душ-Барруш-і-Сан-Мамеде-ду-Садау (порт. Azinheira dos Barros e São Mamede do Sádão)
2. Грандола (порт. Grândola)
3. Карвальял (порт. Carvalhal)
4. Мелідеш (порт. Melides)
5. Санта-Маргаріда-да-Серра (порт. Santa Margarida da Serra)

## Економіка, побут, транспорт
Економіка муніципалітету представлена харчовою промисловістю, сільським господарством (рис і корок), торгівлею, транспортом, рибальством і туризмом (відомі пляжі атлантичного узбережжя Алентежу).
Серед архітектурних пам'яток особливе місце займають руїни Трої (порт. Ruínas de Tróia/Ruínas romanas de Tróia), церква «матріж» (порт. Igreja Matriz de Grândola).
Грандола як і муніципалітет в цілому має добре розвинуту транспортну мережу, з'єднана з Лісабоном платною швидкісною автомагістраллю А-2 (проходить через міст 25 Квітня), має залізничну станцію та автобусний вокзал, з містом Сетубалом зв'язана поромною переправою в районі Трої.

## Галерея

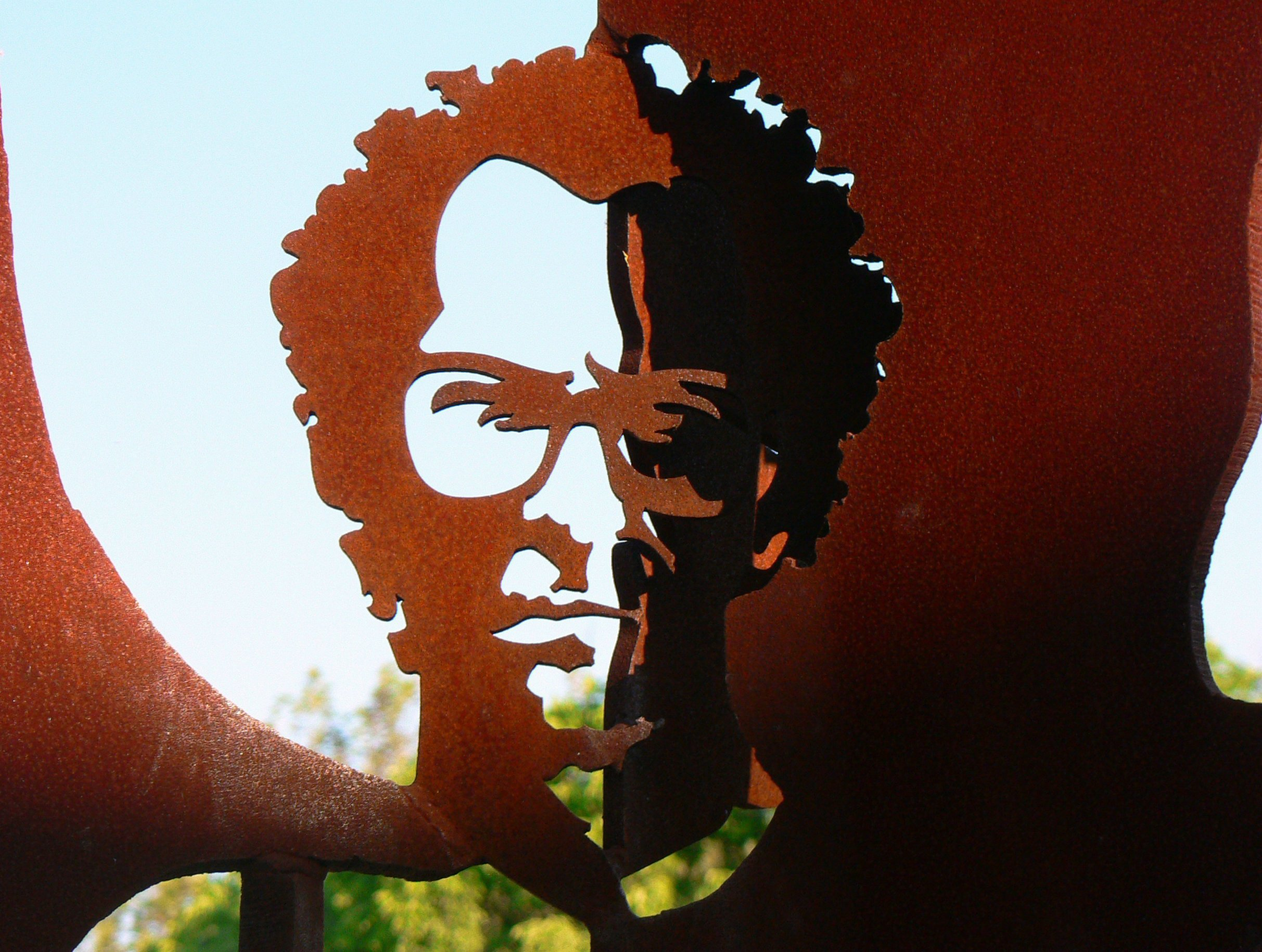
Пам'ятник революційному співаку Жозе Афонсу
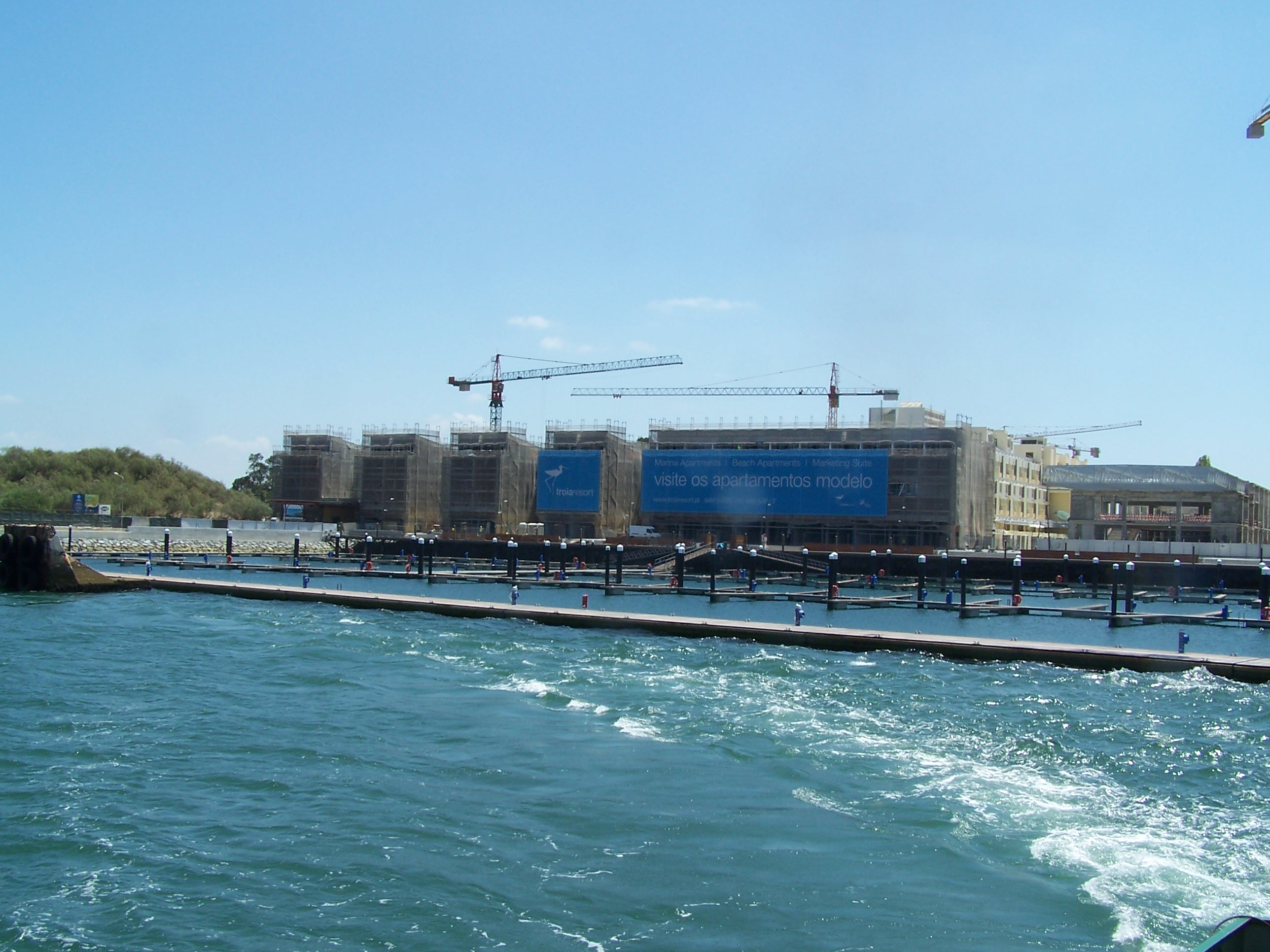
Новобудови Трої
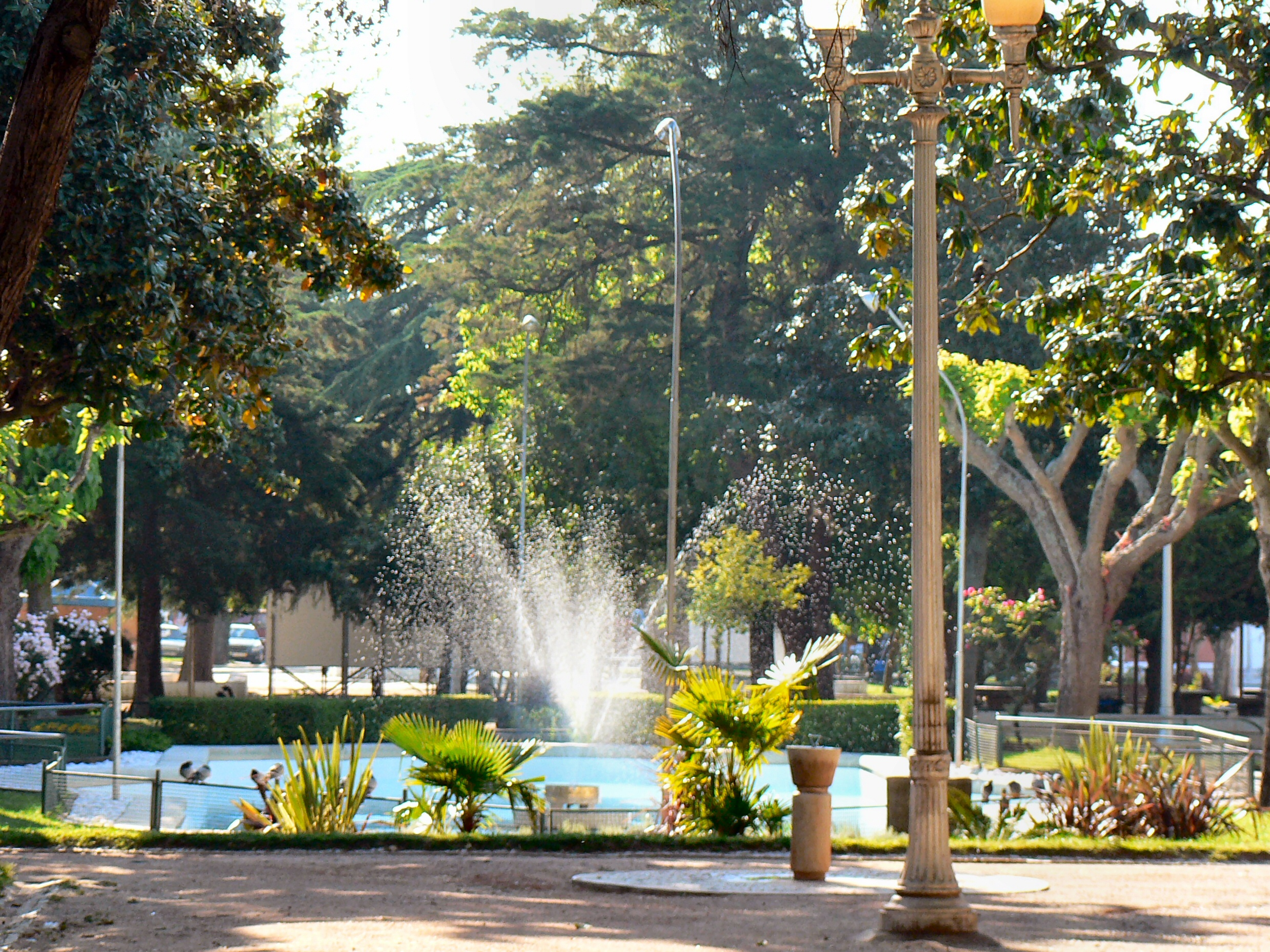
У центральному парку
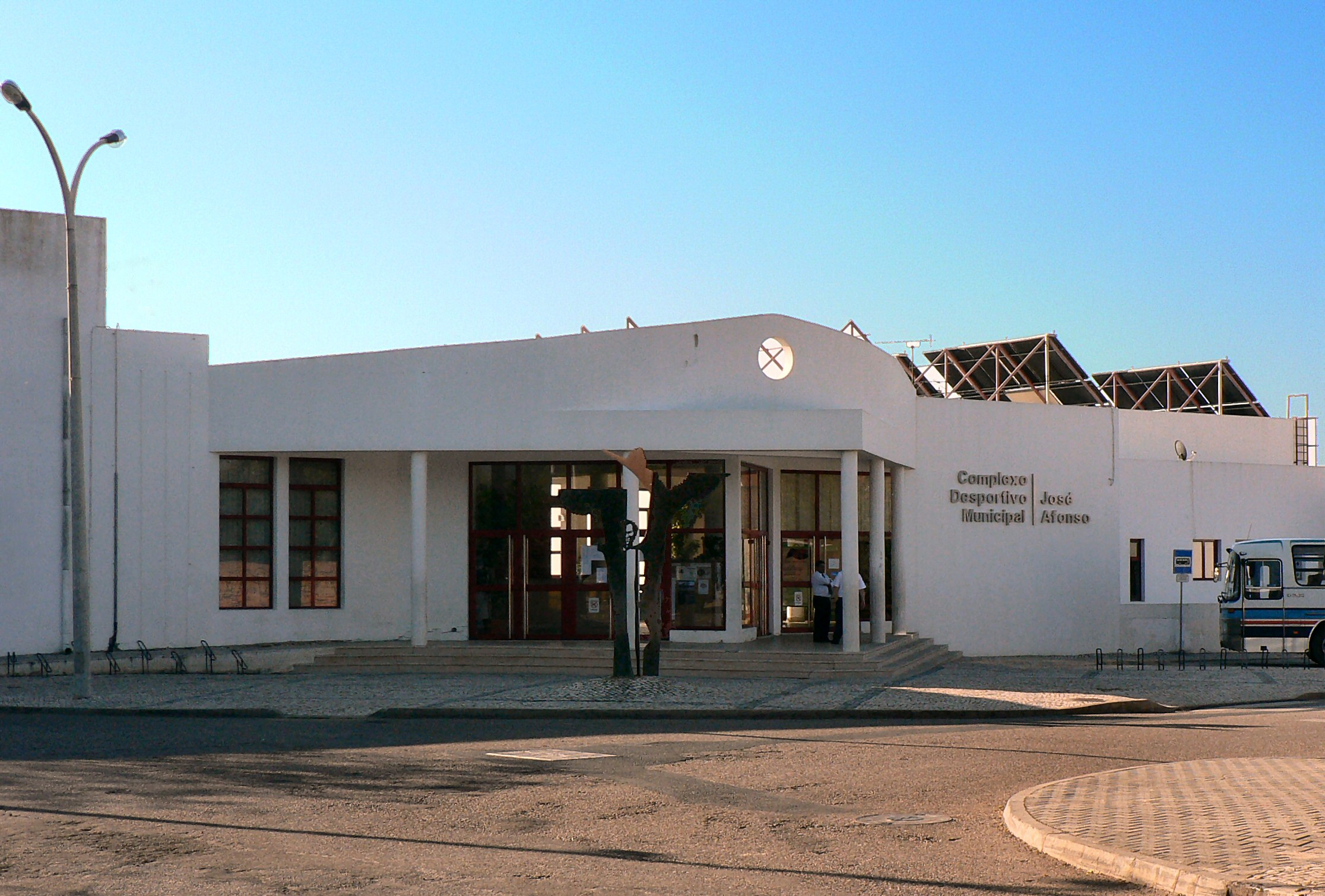
Муніципальний спорткомплекс ім. Жозе Афонсу